# Rhizedra
Rhizedra là một chi bướm đêm thuộc họ Noctuidae.

## Loài
- Rhizedra lutosa (Hübner, [1803])